# NGC 6251
NGC 6251 (другие обозначения — UGC 10501, MCG 14-8-10, ZWG 367.13, NPM1G +82.0085, PGC 58472) — эллиптическая галактика (E) в созвездии Малая Медведица.
Этот объект входит в число перечисленных в оригинальной редакции «Нового общего каталога».